# ميكي غرين
ميكي غرين (بالإنجليزية: Micky Green)‏ هي عارضة ومغنية أسترالية، ولدت في 28 يونيو 1984 في أديلايد في أستراليا.

## وصلات خارجية
- ميكي غرين على موقع ميوزك برينز (الإنجليزية)
- ميكي غرين على موقع أول ميوزيك (الإنجليزية)
- ميكي غرين على موقع ديسكوغز (الإنجليزية)